# Călineștii de Jos, Mehedinți
Călineștii de Jos este un sat în comuna Bâlvănești din județul Mehedinți, Oltenia, România.